# Julian Weber
Julian Weber (Magonza, 29 agosto 1994) è un giavellottista tedesco.

## Palmares
| Anno | Manifestazione  | Sede           | Evento                 | Risultato | Prestazione | Note                                     |
| ---- | --------------- | -------------- | ---------------------- | --------- | ----------- | ---------------------------------------- |
| 2013 | Europei U20     | Rieti          | Lancio del giavellotto | Oro       | 79,68 m     | Miglior prestazione personale            |
| 2015 | Europei U23     | Tallinn        | Lancio del giavellotto | 5º        | 79,31 m     |                                          |
| 2016 | Giochi olimpici | Rio de Janeiro | Lancio del giavellotto | 9º        | 81,36 m     |                                          |
| 2019 | Mondiali        | Doha           | Lancio del giavellotto | 6º        | 81,26 m     |                                          |
| 2021 | Giochi olimpici | Tokyo          | Lancio del giavellotto | 4º        | 85,30 m     | Miglior prestazione personale stagionale |
| 2022 | Mondiali        | Eugene         | Lancio del giavellotto | 4º        | 86,86 m     |                                          |
| 2022 | Europei         | Monaco         | Lancio del giavellotto | Oro       | 87,66 m     |                                          |
| 2023 | Giochi europei  | Chorzów        | Lancio del giavellotto | Oro       | 86,26 m     | [ 1 ]                                    |
| 2023 | Giochi europei  | Chorzów        | A squadre              | Bronzo    | 387,5 p.    | [ 1 ]                                    |
| 2023 | Mondiali        | Budapest       | Lancio del giavellotto | 4º        | 85,79 m     |                                          |
| 2024 | Europei         | Roma           | Lancio del giavellotto | Argento   | 85,94 m     |                                          |
| 2024 | Giochi olimpici | Parigi         | Lancio del giavellotto | 6º        | 87,40 m     |                                          |

## Altre competizioni internazionali
2019
- Oro agli Europei a squadre ( Bydgoszcz), lancio del giavellotto - 86,86 m

2023
- Oro agli Europei a squadre ( Chorzów), lancio del giavellotto - 86,26 m

2025
- Oro agli Europei a squadre ( Madrid), lancio del giavellotto - 85,15 m